# Шолоково
Шо́локово (рос. Шолоково) — присілок в Балезінському районі Удмуртії, Росія.

## Населення
Населення — 179 осіб (2010; 210 в 2002).
Національний склад станом на 2002 рік:
- удмурти — 94 %

## Відомі люди
У присілку народився Іванов Григорій Олексійович — перший голова ЦВК Удмуртської АРСР.